# Cytherella intonsa
Cytherella intonsa is een mosselkreeftjessoort uit de familie van de Cytherellidae. De wetenschappelijke naam van de soort is voor het eerst geldig gepubliceerd in 2005 door Swanson, Jellinek & Malz.